# Книнско Поље
Книнско Поље је насељено мјесто града Книна, у сјеверној Далмацији, Шибенско-книнска жупанија, Република Хрватска. Према прелиминарним подацима са последњег пописа 2021. године у месту је живело 789 становника.

## Географија
Налази се око 2 км сјевероисточно од Книна и спојено је с њим.

## Историја
Книнско Поље се од распада Југославије до августа 1995. године налазило у Републици Српској Крајини.

## Култура
У Книнском Пољу се налази храм Српске православне цркве Светог Георгија из 1468. године.

## Становништво
Према попису из 1991. године, Книнско Поље је имало 408 становника, од чега 342 Србина, 58 Хрвата, 7 Југословена и 1 осталог. Према попису становништва из 2001. године, Книнско Поље је имало 536 становника. Према попису становништва из 2011. године, насеље Книнско Поље је имало 864 становника.
| Националност       | 1991. | 1981. | 1971. | 1961. |
| Срби               | 342   | 237   | 512   | 568   |
| Хрвати             | 58    | 51    | 440   | 385   |
| Југословени        | 7     | 29    | 18    |       |
| остали и непознато | 1     | 3     |       | 5     |
| Укупно             | 408   | 320   | 970   | 958   |

| Демографија | Демографија | Демографија |
| Година      | Становника  | Становника  |
| ----------- | ----------- | ----------- |
| 1961.       | 958         |             |
| 1971.       | 970         |             |
| 1981.       | 320         |             |
| 1991.       | 408         |             |
| 2001.       | 536         |             |
| 2011.       |             | 864         |

## Попис 1991.
На попису становништва 1991. године, насељено место Книнско Поље је имало 408 становника, следећег националног састава:
| Попис 1991.‍ | Попис 1991.‍ | Попис 1991.‍ | Попис 1991.‍ | Попис 1991.‍ |
| ----------- | ----------- | ----------- | ----------- | ----------- |
|             |             |             |             |             |
| Срби        | Срби        |             | 342         | 83,82%      |
| Хрвати      | Хрвати      |             | 58          | 14,21%      |
| Југословени | Југословени |             | 7           | 1,71%       |
| непознато   | непознато   |             | 1           | 0,24%       |
| укупно: 408 |             |             |             |             |

## Презимена
- Котараш — Православци, славе Св. Николу
- Кукољ — Православци, славе Св. Стефана
- Милановић — Православци, славе Св. Јована
- Мирковић — Православци, славе Св. Димитрија
- Новаковић — Православци, славе Св. Јована
- Зеламбаба — Православци, славе Св. Георгија
- Гуго — Католици
- Марић — Католици